# Riksdagen 1643
Riksdagen 1643 ägde rum i Stockholm.
Ständerna sammanträdde den 10 oktober 1643. Lantmarskalk var Henrik Fleming. Prästeståndets talman var biskop Laurentius Paulinus Gothus. Borgarståndets talman var Peder Gavelius, bondeståndets talman Erik Matsson i Skråmsta.
Riksdagen avslutades den 28 november 1643.